# Deke Sokehs
Deke Sokehs (englisch: Sokehs Peninsula, deutsch: Dschokadsch, Sokehs Insel, japanisch: Tokaji To oder Jokaji To, auch Jekeits, Sokas, Sokos, Tsokes, Jokaj Island, auch ehemals englisch Sokehs Island) ist eine bergige Halbinsel an der Nordküste der zu den Karolinen im Pazifik gehörenden Insel Pohnpei (früher Ponape) der Föderierten Staaten von Mikronesien. Ihr Gebiet gehört zur gleichnamigen Gemeinde (municipality) Sokehs. Westlich wird die Halbinsel vom Sokehs Harbour begrenzt, östlich grenzt sie an den Kolonia Harbour, der die Halbinsel von der östlich gelegenen Insel Dekehtik (mit dem internationalen Flughafen Pohnpeis) und der südöstlich der Bucht gelegenen größten Stadt der Insel Kolonia trennt.
Früher war Deke Sokehs eine Insel, bekannt als Sokehs Island, die aber heute durch einen Damm durch ein Mangrovenfeld mit der Hauptinsel verbunden ist. Die Mangroven durchzieht der 1570 Meter lange und meist nur wenige Meter breite Dau-Mwoakote-Kanal.

## Geographie
Die Halbinsel ragt als längliche Landzunge in den Pazifik hinein und ist, wie auch Pohnpei selbst, vulkanischen Ursprungs. Die steilen Berge bestehen aus Basalt, dessen Säulen oft senkrechte Abstürze schaffen. Außerdem beteiligt sich Korallenkalk in den Randpartien am Aufbau der Halbinsel. Die vulkanische Natur der Landschaft macht die Halbinsel besonders fruchtbar.
Auf Deke Sokehs befindet sich der Sokehs Rock (auch Sokehs Ridge oder Paipalap), eine markante 274 Meter hohe Felswand, die zu den bekanntesten geographischen Merkmalen Mikronesiens gehört. 
Die Halbinsel weist hauptsächlich an ihrer Küste einige Siedlungen auf. Im August 1997 wurde eine 9,7 Kilometer lange Küstenstraße fertiggestellt, die die Siedlungen verbindet.

## Geschichte
Deke Sokehs war auch der Ort der Sokehs-Rebellion, eines Aufstands der Inselbewohner ab Oktober 1910 gegen die dortige deutsche Kolonialherrschaft. Der Aufstand wurde Anfang 1911 unterdrückt, was zur Hinrichtung von 17 Aufständischen und zur Verbannung von mehreren hundert Sokehs-Inselbewohnern nach Palau führte. 
Während des Zweiten Weltkrieges errichtete die Kaiserlich Japanische Marine unter Hauptmann Jun Naito auf der Spitze des Pohndolap, eines 251 m hohen Hügels etwas südlich der Sokehs Ridge, eine Basis mit Flugabwehrkanonen und Küstenartillerie.